# بخش بیماران سرپایی
بخش بیماران سرپایی یا کلینیک سرپایی بخشی از بیمارستان است که برای پذیرش و درمان بیماران سرپایی اختصاص یافته‌است. بیماران سرپایی افرادی هستند که دارای مشکلات سلامتی هستند و برای تشخیص یا درمان به بیمارستان مراجعه می‌کنند اما در این زمان نیازی به تخت یا بستری شدن برای مراقبت طولانی مدت یا شبانه ندارند. بخش‌های سرپایی طیف گسترده‌ای از خدمات درمانی، آزمایش‌های تشخیصی و انجام جراحی‌های محدود و کوچک را ارائه می‌دهند.
در پی شیوع دنیاگیری کووید ۱۹ در بریتانیا و با اختصاص سیستم‌های تماس تصویری بین بیماران، پزشکان و کادر درمانی، تعداد مراجعات حضوری بیماران برای مشاوره و اقدامات تشخیصی کاسته شد.